# Dison
Dison är en kommun i Belgien.   Den ligger i provinsen Liège och regionen Vallonien, i den östra delen av landet, 110 km öster om huvudstaden Bryssel. Antalet invånare är 15 029.
Omgivningarna runt Dison är en mosaik av jordbruksmark och naturlig växtlighet. Runt Dison är det ganska tätbefolkat, med 104 invånare per kvadratkilometer.